# 牛津大学三一学院
三一学院（英語：Trinity College）是牛津大学的一个学院，成立于1555年，位于英国牛津的宽街，介于牛津大学贝利奥尔学院和布莱克韦尔书店之间，Turl街对面。它的周围是铁栅栏而不是围墙，学院的独特的蓝色大门，使其在外观上比牛津大学其他学院更加开放的和可供访问。三一学院背靠圣约翰学院，在圣吉尔斯街（St Giles'）和公园路都有入口。学院除了四个主要方庭之外，还拥有一个大型的草坪和宽敞的花园，其中包括小面积的林地。10,000平方英尺（930平方） 布莱克韦尔书店的诺林顿厅（以前院长阿瑟·诺林顿爵士的名字命名）位于学院的地下。尽管其规模庞大，但是学生人数较少，只有约400人。2010年，三一学院估计获得捐赠8100万英镑。三一学院产生了三位英国首相，与贝利奥尔学院并列第二位。。

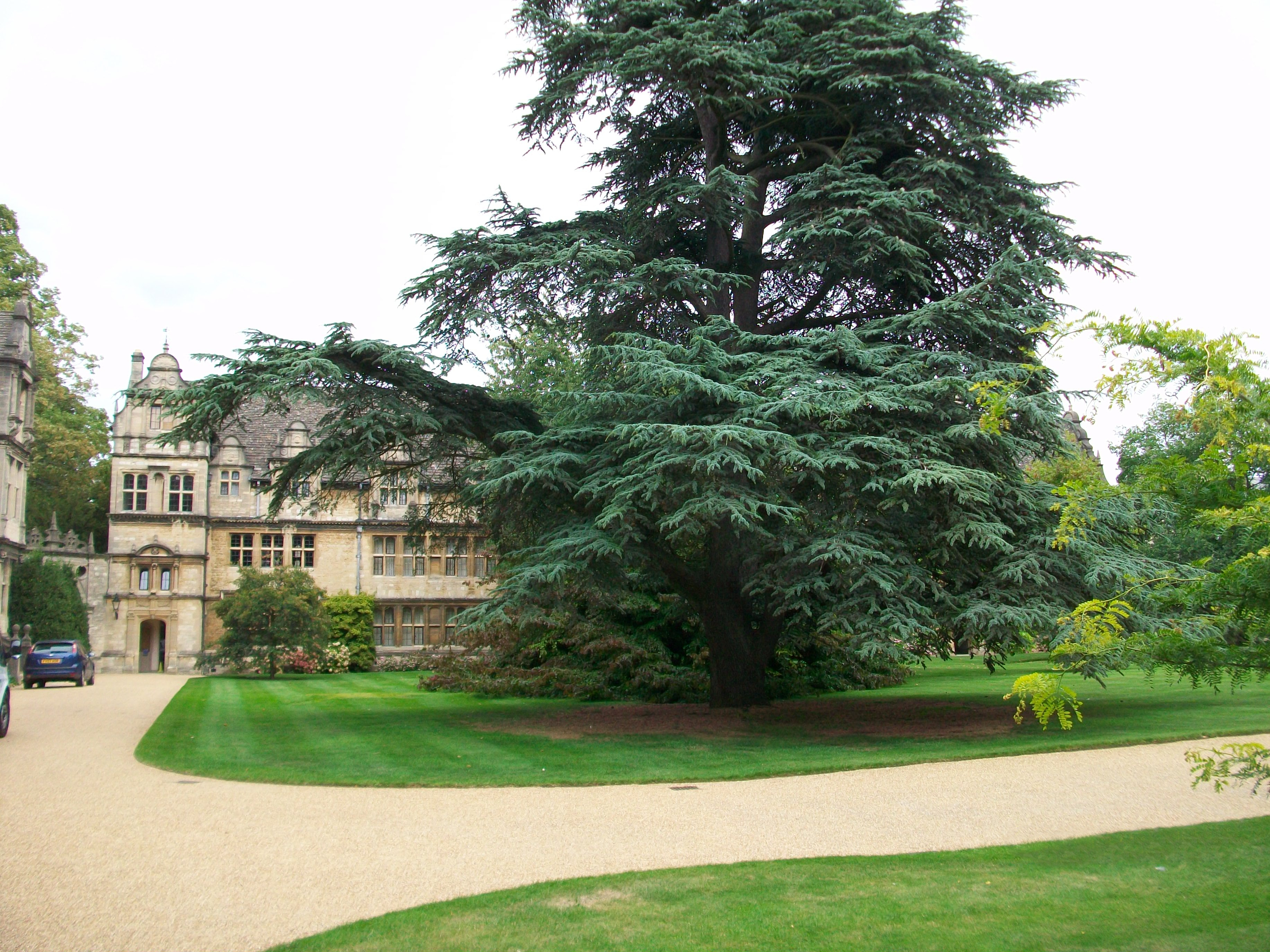
Front Quadrangle
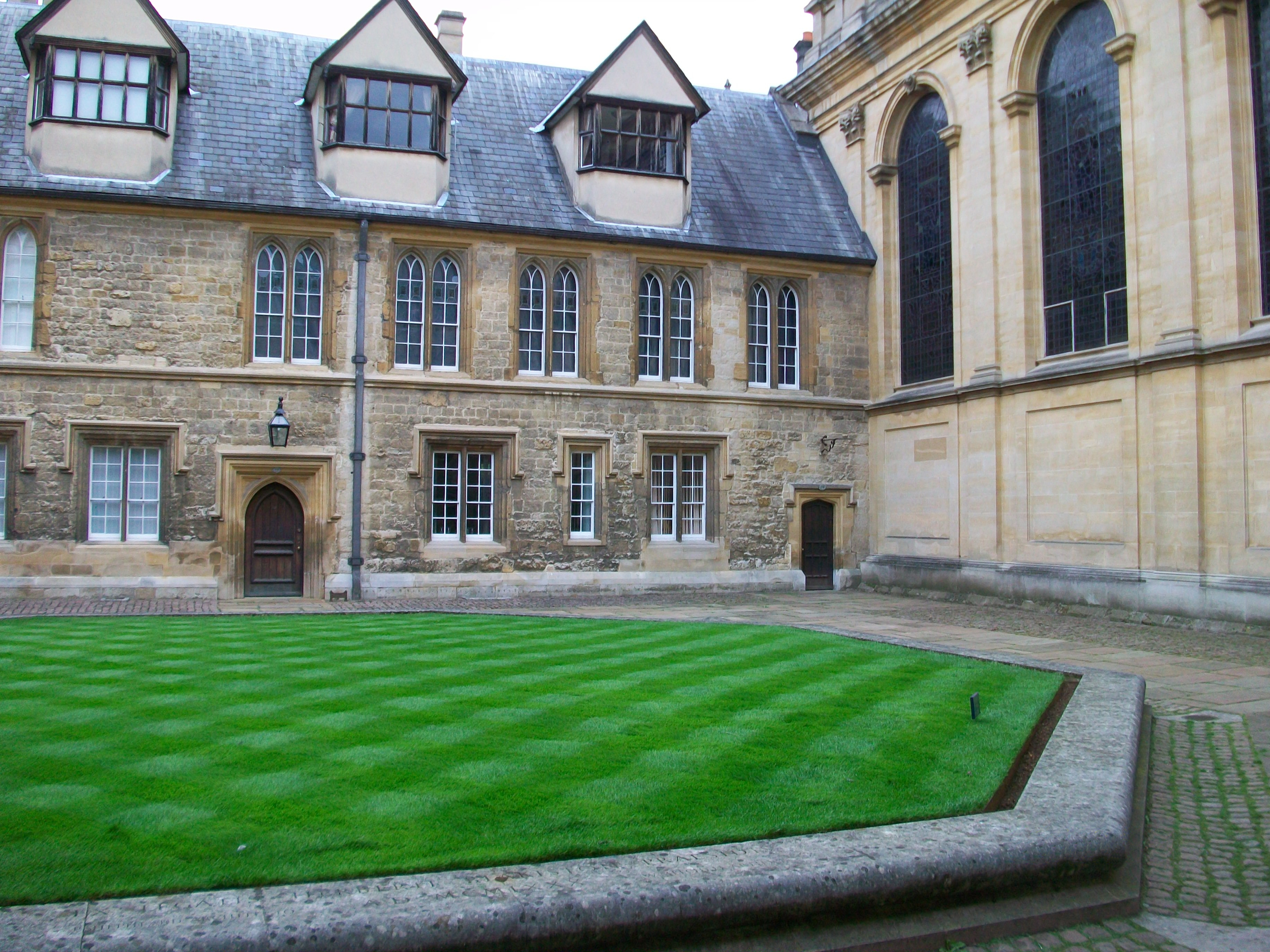
Durham Quadrangle
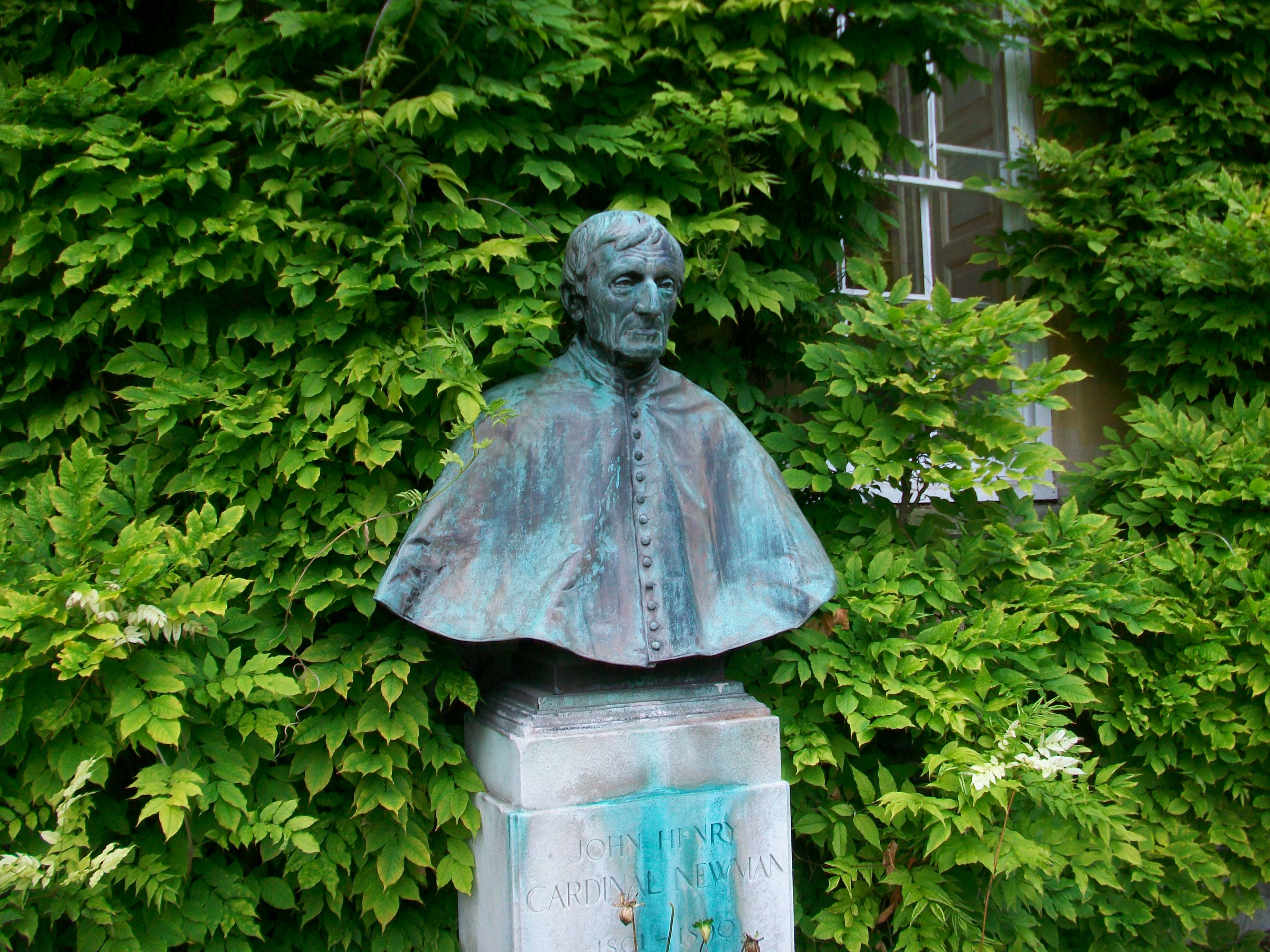
Bust of Cardinal Newman
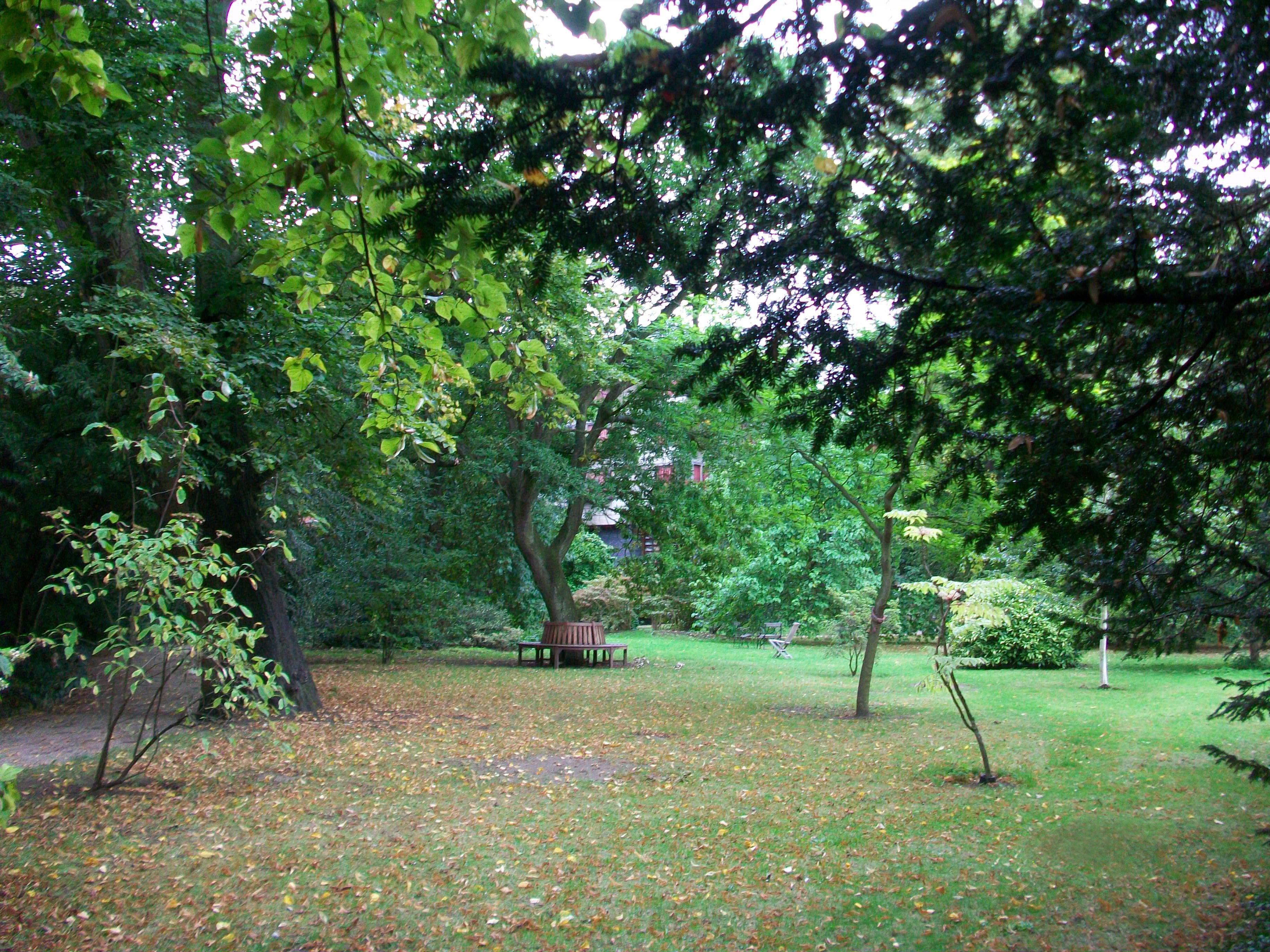
Trinity Woodland
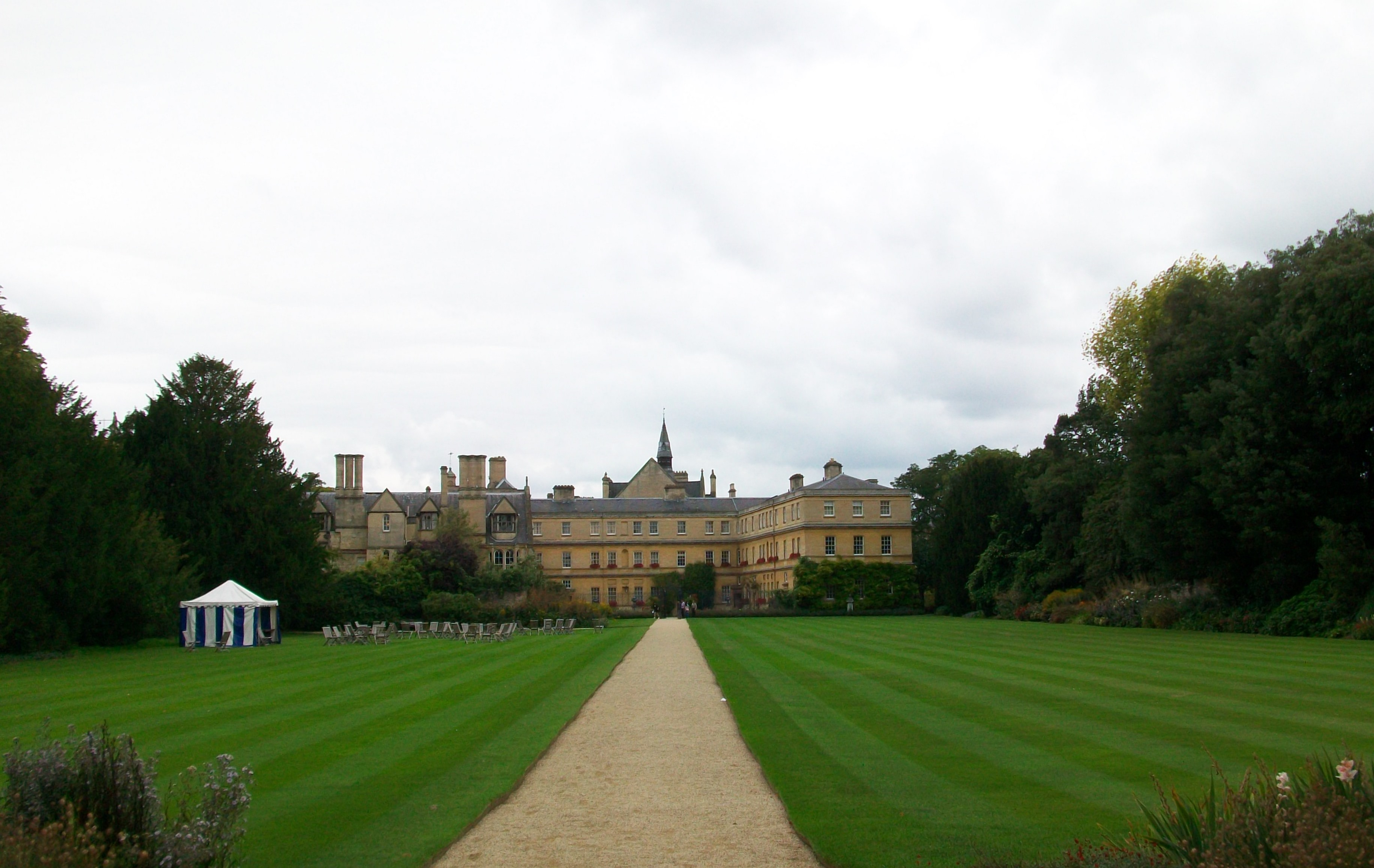
Back Lawns
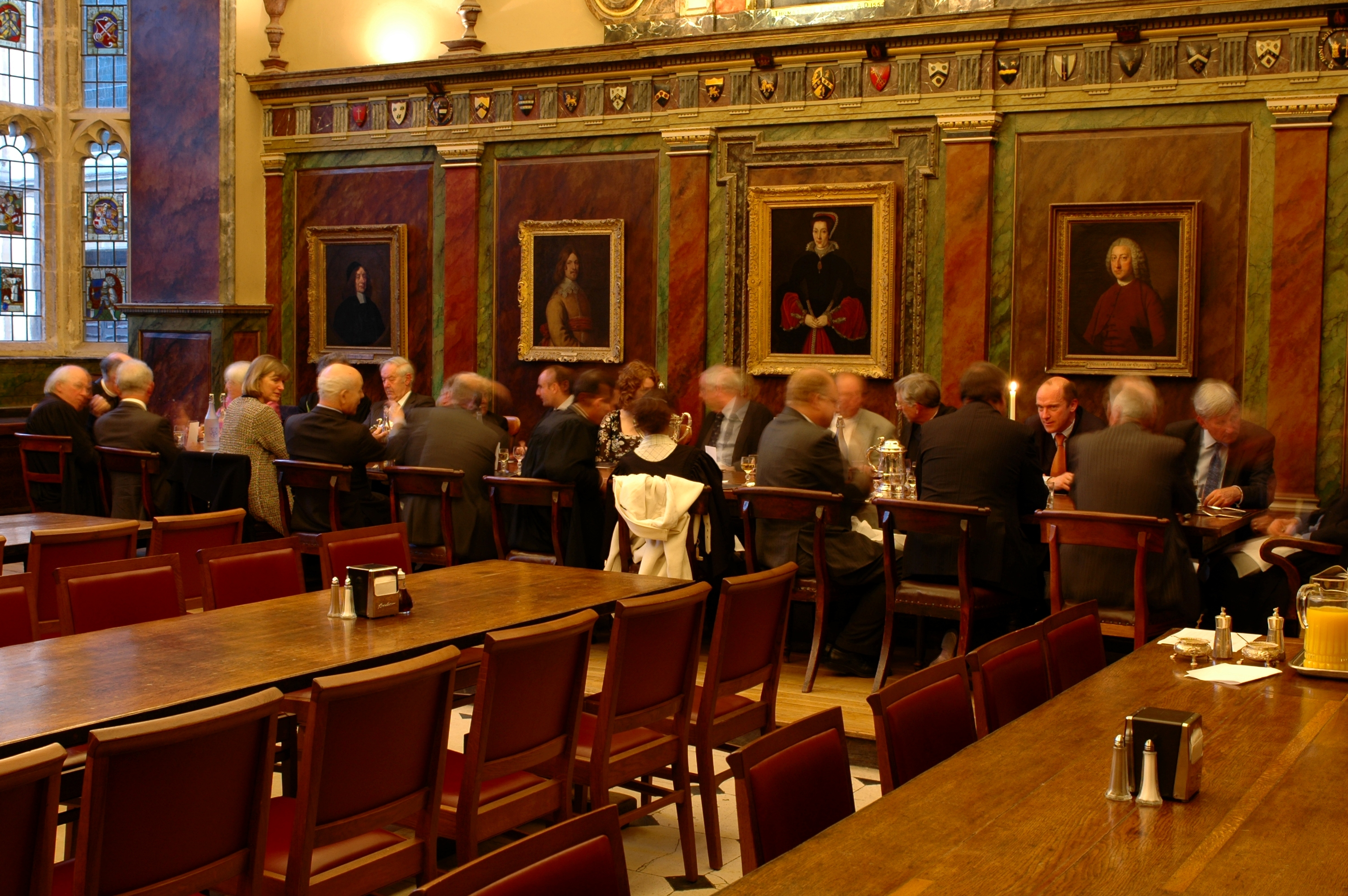
Dining hall at Trinity College
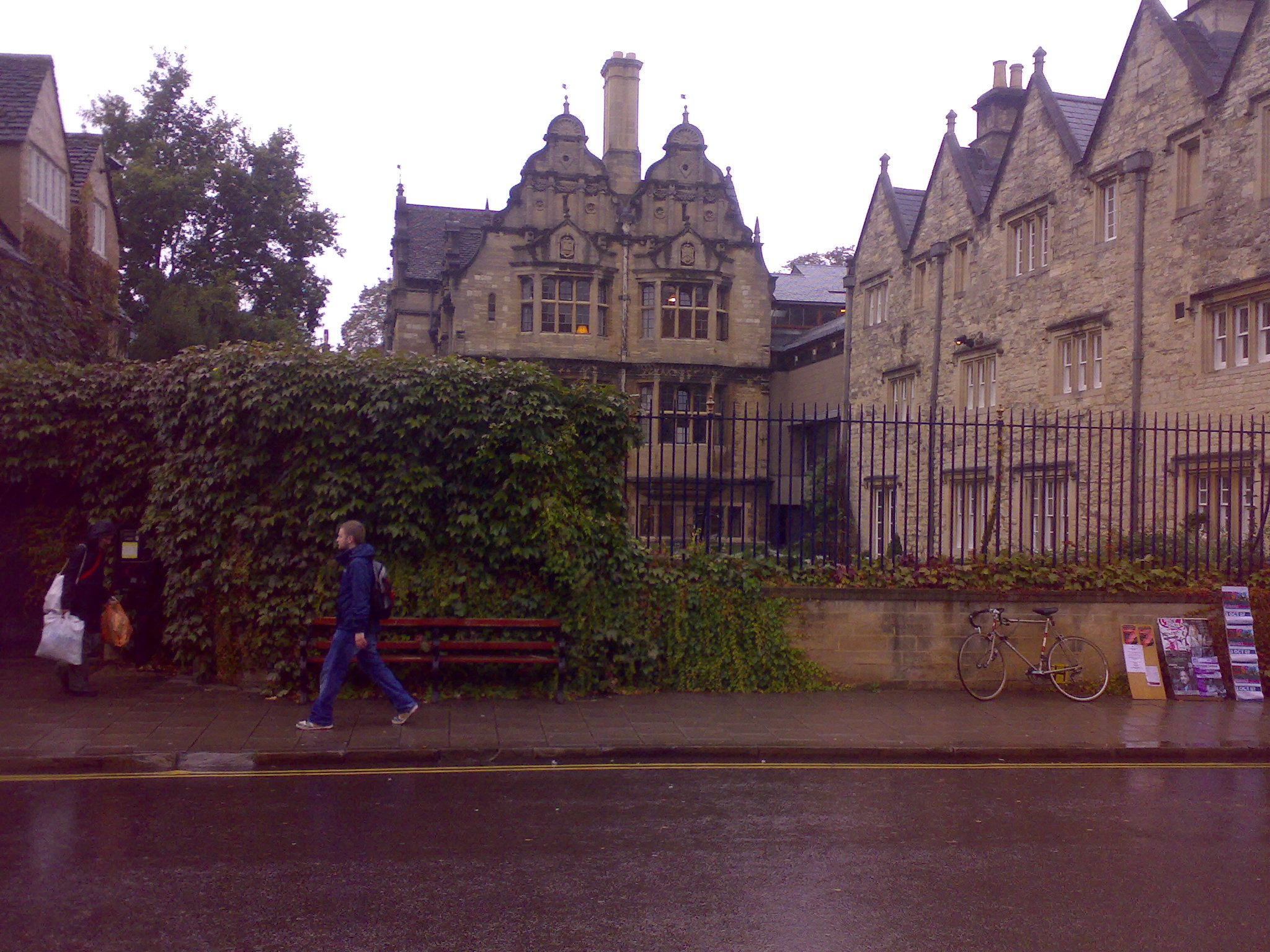
Trinity College from Broad Street.

### 引用
1. ↑  . University of Oxford.   [2014-07-29]. （原始内容存档于2012-12-02）.
2. ↑   14th. London: Guinness Superlatives Limited. 1967: 123, 342. ISBN 0-900424-00-1.
3. ↑   （页面存档备份，存于） Financial Statements of the Oxford Colleges (2009-10) (Retrieved September 2011)
4. ↑  .   [2012-11-21]. （原始内容存档于2007-10-27）.